# مسجد جامع سامان
مسجد جامع سامان مربوط به دوره قاجار است و در شهر سامان (واقع در شهرستان سامان) خیابان سعدی، کوچه شهید مردانی واقع شده و این اثر در تاریخ ۲۸ شهریور ۱۳۸۶ با شمارهٔ ثبت ۱۹۶۷۶ به‌عنوان یکی از آثار ملی ایران به ثبت رسیده است.

## دربارهٔ مسجد جامع سامان
مسجد سامان در محله مسجد جامع یا میانه شهر سامان قرار دارد. این مسجد دارای یک شبستان و دو ورودی در شمال خاوری و جنوب باختری می‌باشد که ورودی شمال خاوری به شکل هشتی و با گنبدی عرقچین ساخته شده است. شبستان مسجد پلانی مستطیل شکل دارد و به شیوه طاق و چشمه بر روی هشت ستون سنگی مشعلی شکل استوار شده است. مسجد سامان فاقد تزیینات خاص است و رسم بندی‌هایی که از آجر و در نمای ورودی شمال مسجد به کار رفته تنها تزیینات آن است. مصالح مورد استفاده در این مسجد که قدمت آن به دوره قاجاریه می‌رسد، عبارتند از: آجر، گچ و ساروج.
این مسجد بر روی شالوده بناهای قدیمی در دوره قاجار تجدید بنا گردیده است و در چندین مرحله بواسطه علما و بزرگان محل تکمیل گردیده است. این مسجد دارای شبستان‌های وسیع و دیواره‌های مجلل است که از آجر ساخته شده است. مسجد جامع سامان که در زمان صفویه ساخته شده است، ۲۰۰ سال قبل به دست معماران ماهری مرمت گردیده است. این مسجد قبلاً دارای فلز با ارزشی بوده است که هم‌اکنون اثری از آن در مسجد نیست. معماران شهر، شکل آن را در سردر غربی مسجد جامع سامان با گچ کشیده‌اند. در شهر سامان علاوه بر مسجد جامع سامان، مسجد ابوالفضل نیز وجود دارد که در خیابان عمان قرار دارد و دارای ۳ حسینیه به نام‌های حسینه ارشاد، حسینه قائم آل محمد و حسینیه صاحب الزمان می‌باشد.